# Brachymenium gracile
Brachymenium gracile là một loài Rêu trong họ Bryaceae. Loài này được E.B. Bartram mô tả khoa học đầu tiên năm 1942.